# قشلاق بیگ‌علی علیا
قشلاق بیگ علی علیا یک روستا در ایران است که در استان اردبیل واقع شده‌است. قشلاق بیگ علی علیا ۸۸ نفر جمعیت دارد.